# Шоу Патріка Зірки
«The Patrick Star Show» (укр. Шоу Патріка Зірки) — американський мультсеріал, спін-офф мультсеріалу «Губка Боб Квадратні Штани», зосереджений на Патріку Зірці та його родині. Прем'єра спін-оффу відбулася 9 липня 2021 року на телеканалі «Nickelodeon».

## Сюжет
Протягом мультсеріалу молодий Патрік Зірка веде своє особисте ток-шоу, у якому окрім нього самого бере участь його родина, що підтримує його ідіотськими способами, та інші персонажі світу Губки Боба, такі як сам Губка Боб і Сквідвард. Мультсеріал схожий на «Шоу Ларрі Сандерса» і «Піф-паф комедія».

## Персонажі

### Головні герої
- Патрік Зірка (озвучує Білл Фагербаккі) — головний герой мультсеріалу, найкращий друг Губки Боба. Робить своє власне ток-шоу зі своєї телекімнати, при підтримці своєї родини.
- Сквідіна Зірка (озвучує Джилл Теллі) — кальмар, восьмирічна названа сестра Патріка. Працює за лаштунками та є виконавчим продюсером шоу Патріка[2][3].
- Сесіл Зірка (озвучує Томас Вілсон) — веселий і люблячий батько Патріка і Сквідіни[3].
- Банні Зірка (озвучує Крі Саммер) — весела та дивакувата мати Патріка і Сквідіни[3].
- Дідрик Зірка (озвучує Дена Снайдер) — інтелігентний дідусь Патріка і Сквідіни, батько Сесіла[3].

### Другорядні персонажі
- Губка Боб Квадратні Штани (озвучує Том Кенні)[2][6]
- Сквідвард Щупальці (озвучує Роджер Бумпас)[2][6]
- Юджин Крабс (озвучує Кленсі Браун)[6]
- Сенді Чикс (озвучує Керолін Лоуренс)[6]
- Шелдон Планктон (озвучує Дуг Лоуренс)[6]

## Список серій

### Перший сезон (2021―2023)
| Номер | Оригінальна назва                   | Українська назва                 | Автор(и) сценарію                               | Дата показу у США | Дата показу у Україні |  |
| --- | ----------------------------------- | -------------------------------- | ----------------------------------------------- | ----------------- | --------------------- |  |
| 1a | «Late for Breakfast»                | «Запізнився на сніданок»         | Каз Прапуоленіс                                 | 9 липня 2021      | 1 травня 2023         |  |
| Патрік робить їжу темою свого шоу після того, як пропустив сніданок.                                                  |                                     |                                  |                                                 |                   |                       |  |
| 1b | «Bummer Jobs»                       | «Підробіток»                     | Люк Брукшир                                     | 9 липня 2021      | 1 травня 2023         |  |
| Патрік і Губка Боб пізнають чари робітничого життя.                                                                   |                                     |                                  |                                                 |                   |                       |  |
| 2a | «Stair Wars»                        | «Сходові війни»                  | Дуг Лоуренс                                     | 23 липня 2021     | 2 травня 2023         |  |
| І Патріку, і Дідрику треба негайно пройти по сходах, що виливається в серйозний конфлікт.                             |                                     |                                  |                                                 |                   |                       |  |
| 2b | «Enemies à la Mode»                 | «Вороги а-ля мод»                | Ендрю Гудман                                    | 23 липня 2021     | 2 травня 2023         |  |
| Деталі життя сім'ї Зірок: у кожного знайдеться свій ворог.                                                            |                                     |                                  |                                                 |                   |                       |  |
| 3a | «Lost in Couch»                     | «Загублений в дивані»            | Ендрю Гудман                                    | 16 липня 2021     | 3 травня 2023         |  |
| Патрік вурушає в недра дивану за втраченим пультом від телевізора.                                                    |                                     |                                  |                                                 |                   |                       |  |
| 3b | «Pat-a-thon»                        | «Патафон»                        | Каз Прапуоленіс                                 | 16 липня 2021     | 3 травня 2023         |  |
| Патрік проводить благодійний телемарафон на користь равликів, які не вміють танцювати.                                |                                     |                                  |                                                 |                   |                       |  |
| 4 | «The Yard Sale»                     | «Розпродаж»                      | Дуг Лоуренс                                     | 19 листопада 2021 | 4 травня 2023         |  |
| Зірки роблять сімейний розпродаж, але Дідрик проти продажу своїх спогадів.                                            |                                     |                                  |                                                 |                   |                       |  |
| 5a | «Squidina's Little Helper»          | «Маленький помічник Сквідіни»    | Ендрю Гудман                                    | 6 серпня 2021     | 10 червня 2023        |  |
| Сквідіна знаходить занадто гарного помічника.                                                                         |                                     |                                  |                                                 |                   |                       |  |
| 5b | «I Smell a Pat»                     | «Відчуваю від-Патний запах»      | Люк Брукшир                                     | 13 серпня 2021    | 10 червня 2023        |  |
| "Шоу Патріка Зірки" Заважає жахливий запах.                                                                           |                                     |                                  |                                                 |                   |                       |  |
| 6a | «Gas Station Vacation»              | «Відпустка на заправці»          | Дуг Лоуренс                                     | 29 жовтня 2021    | 11 червня 2023        |  |
| Сім'я Зірок вирушає на курорт.                                                                                        |                                     |                                  |                                                 |                   |                       |  |
| 6b | «Bunny the Barbarian»               | «Банні-варварка»                 | Каз Прапуоленіс                                 | 5 листопада 2021  | 11 червня 2023        |  |
| Банні наводить порядок у середньовічному безладі.                                                                     |                                     |                                  |                                                 |                   |                       |  |
| 7a | «The Haunting of Star House»        | «Привиди в будинку сім'ї Зірок»  | Дуг Лоуренс                                     | 30 липня 2021     | 4 червня 2023         |  |
| Патрік наймає привидів для проведення страшного шоу.                                                                  |                                     |                                  |                                                 |                   |                       |  |
| 7b | «Who's a Big Boy?»                  | «Хто великий хлопчик?»           | Дуг Лоуренс                                     | 4 березня 2022    | 4 червня 2023         |  |
| У Патріка виникає неочікуваний стрибок росту.                                                                         |                                     |                                  |                                                 |                   |                       |  |
| 8 | «Terror at 20, 000 leagues»         | «Жах на 20 000 льє»              | Ендрю Гудман                                    | 22 жовтня 2021    | 29 жовтня 2023        |  |
| "Шоу Патріка Зірки" представляє спеціальний Хелловінський випуск.                                                     |                                     |                                  |                                                 |                   |                       |  |
| 9a | «To Dad and Back»                   | «Всередину батька й назад»       | Каз Прапуоленіс                                 | 18 березня 2022   | 18 червня 2023        |  |
| Патрік проникає всередину Сесіла, щоб дізнатися, як працює організм.                                                  |                                     |                                  |                                                 |                   |                       |  |
| 9b | «Survivoring»                       | «Виживання»                      | Ендрю Гудман                                    | 25 березня 2022   | 18 червня 2023        |  |
| Зірки вирушають в похід, але Сквідіна хоче знімати реаліті-шоу.                                                       |                                     |                                  |                                                 |                   |                       |  |
| 10a | «Just in Time for Christmas»        | «Різдвяні справи виконано»       | Дуг Лоуренс                                     | 3 грудня 2021     | 2023                  |  |
| Патрік подорожує в часі, щоб знайти різдвяні подарунки для своєї сім'ї.                                               |                                     |                                  |                                                 |                   |                       |  |
| 10b | «Klopnadian Heritage Festival»      | «Фестиваль спадщини Клопнода»    | Каз Прапуоленіс                                 | 11 березня 2022   | 2023                  |  |
| Патрік і його сім'я знайомляться, з культурою і традиціями стародавньої країни.                                       |                                     |                                  |                                                 |                   |                       |  |
| 11a | «X Marks the Pot»                   | «Місце позначене на мапі»        | Люк Брукшир                                     | 1 квітня 2022     | 1 липня 2023          |  |
| Колишній лиходій повертається в своє колишнє лігво, але на його місці бачить дім Патріка.                             |                                     |                                  |                                                 |                   |                       |  |
| 11b | «Patrick's Alley»                   | «Дитячий садок Патріка»          | Люк Брукшир                                     | 8 квітня 2022     | 1 липня 2023          |  |
| "Шоу Патріка Зірки" націлюється на більш малу аудиторію.                                                              |                                     |                                  |                                                 |                   |                       |  |
| 12a | «Pearl Wants to Be Star»            | «Перл хоче стати зіркою»         | Ендрю Гудман                                    | 15 квітня 2022    | 24 червня 2023        |  |
| Перл стає зірковим гостем в "Шоу Патріка Зірки".                                                                      |                                     |                                  |                                                 |                   |                       |  |
| 12b | «Super Sitters»                     | «Супер-няньки»                   | Каз Прапуоленіс                                 | 10 квітня 2023    | 24 червня 2023        |  |
| Патрік і Губка Боб вирушають в минуле, щоб побачити Морського супермена і Причепу на початку свого геройського шляху. |                                     |                                  |                                                 |                   |                       |  |
| 13a | «Nitwit Neighbornood News»          | «Абсурдні новини»                | Люк Брукшир                                     | 22 червня 2022    | 30 жовтня 2023        |  |
| Патрік і Сквідіна ведуть новини Бікіні Боттом.                                                                        |                                     |                                  |                                                 |                   |                       |  |
| 13b | «Mid-Season Finale»                 | «Фінал середини сезону»          | Дуг Лоуренс                                     | 22 червня 2022    | 30 жовтня 2023        |  |
| "Шоу Патріка Зірки" представляє епічне завершення середини сезону.                                                    |                                     |                                  |                                                 |                   |                       |  |
| 14a | «The Shrinking Stars»               | «Зірки, що зменшуються»          | Дуг Лоуренс                                     | 13 січня 2023     | 3 червня 2023         |  |
| Сімейка Зірок стає все менше і менше.                                                                                 |                                     |                                  |                                                 |                   |                       |  |
| 14b | «FitzPatrick»                       | «ФіцПатрік»                      | Ендрю Гудман                                    | 11 квітня 2023    | 3 червня 2023         |  |
| Зловісний кузен-близнюк Патріка хоче зіпсувати його репутацію.                                                        |                                     |                                  |                                                 |                   |                       |  |
| 15a | «Uncredible Journey»                | «Неймовірна подорож»             | Дуг Лоуренс                                     | 10 лютого 2023    | 1 червня 2023         |  |
| Тубзик, Оучі і червоноок хочуть повернутися назад додому.                                                             |                                     |                                  |                                                 |                   |                       |  |
| 15b | «Host-a-Palooza»                    | «Зміни ведучих»                  | Каз Прапуоленіс                                 | 17 лютого 2023    | 4 червня 2023         |  |
| Патрік отримує травму і члени його родини, стають ведучими шоу по черзі.                                              |                                     |                                  |                                                 |                   |                       |  |
| 16a | «Backpay Payback»                   | «Повернення боргів»              | Дуг Лоуренс                                     | 24 лютого 2023    | 2 червня 2023         |  |
| Бабуся допомогає Сквідварду витягнути гроші з Сесіла.                                                                 |                                     |                                  |                                                 |                   |                       |  |
| 16b | «House Hunting»                     | «Полювання на дім»               | Люк Брукшир                                     | 3 березня 2023    | 1 червня 2023         |  |
| Дім сім'ї Зірок тікає від них.                                                                                        |                                     |                                  |                                                 |                   |                       |  |
| 17a | «The Drooling Fool»                 | «Телепень, що пускає слину»      | Денні Джованніні                                | 12 квітня 2023    | 5 червня 2023         |  |
| Слиновиділення Патріка виходить з під контролю.                                                                       |                                     |                                  |                                                 |                   |                       |  |
| 17b | «Patrick's Got a Zoo Lose»          | «Звірина втеча у Патріка»        | Каз Прапуоленіс                                 | 13 квітня 2023    | 6 червня 2023         |  |
| Змінюючий образ прибулець ставить на вуха, дім Зірок.                                                                 |                                     |                                  |                                                 |                   |                       |  |
| 18a | «The Patterfly Effect»              | «Ефект Пателика»                 | Білан Божик, Якоб Флейшер, Енді Гонсельвес      | 17 квітня 2023    | 7 червня 2023         |  |
| Патрік необережно поводиться з часовим континеумом.                                                                   |                                     |                                  |                                                 |                   |                       |  |
| 18b | «Space Affair to Remember»          | «Незабутнє космічне побачення»   | Каз Прапуоленіс, Ґейб Дель Валле, Майк Пеленскі | 18 квітня 2023    | 7 червня 2023         |  |
| Поки Сесіл і Банні святкують в космосі річницю свого шлюбу, Патрік і Сквідіна роблять в будинку вечірку.              |                                     |                                  |                                                 |                   |                       |  |
| 19a | «Home ECCH!»                        | «Домашні справи»                 | Якоб Флейшер, Зої Мосс, Нора Мік                | 19 квітня 2023    | 11 червня 2023        |  |
| Сквідіна веде телешоу, щоб здати екзамени по домогосподарству.                                                        |                                     |                                  |                                                 |                   |                       |  |
| 19b | «Fun & Done!»                       | «Весело і просто»                | Каз Прапуоленіс, Чарлі Джексон, Аллен Чжан      | 20 квітня 2023    | 11 червня 2023        |  |
| Патрік і Губка Боб намагаються пробудити уяву, в'ялої дитини.                                                         |                                     |                                  |                                                 |                   |                       |  |
| 20a | «The Lil Patscals»                  | «Маленькі пацани»                | Якоб Флейшер, Енді Гонсельвес                   | 24 квітня 2023    | 8 червня 2023         |  |
| Патрік дізнається, яким було дитинство Дідрика.                                                                       |                                     |                                  |                                                 |                   |                       |  |
| 20b | «The Prehistoric Patrick Star Show» | «Доісторичне шоу Патріка Зірки»  | Каз Прапуоленіс, Ґейб Дель Валле, Майк Пеленскі | 25 квітня 2023    | 8 червня 2023         |  |
| Печерний Патрік веде шоу з участю своєї печерної сім'ї.                                                               |                                     |                                  |                                                 |                   |                       |  |
| 21a | «The Patrick Star Show Sells Out»   | «Шоу Патріка розпродано»         | Якоб Флейшер, Зої Мосс, Ніка мік                | 26 квітня 2023    | 6 листопада 2023      |  |
| У "Шоу Патріка" з'являються спонсори.                                                                                 |                                     |                                  |                                                 |                   |                       |  |
| 21b | «Neptune's Ball»                    | «Бал короля Нептуна»             | Каз Прапуоленіс, Чарлі Джексон, Аллен Чжан      | 27 квітня 2023    | 7 листопада 2023      |  |
| Сім'я Зірок відвідує палати короля Нептуна.                                                                           |                                     |                                  |                                                 |                   |                       |  |
| 22a | «Dad's Stache Stash»                | «Татова заначка з вусами»        | Якоб Флейшер, Енді Гонсельвес, Мігз Перец       | 1 травня 2023     | 8 листопада 2023      |  |
| Сесіл показує Патріку свою колекцію вусів.                                                                            |                                     |                                  |                                                 |                   |                       |  |
| 22b | «A Root Galoot»                     | «Корінь»                         | Каз Прапуоленіс, Ґейб Дель Валле, Майк Пеленскі | 2 травня 2023     | 9 листопада 2023      |  |
| Сім'я Зірок приносить в дім корінь Галута.                                                                            |                                     |                                  |                                                 |                   |                       |  |
| 23a | «The Starry Awards»                 | «Зіркова премія»                 | Дейв Теннант, Зої Мосс, Нора мік                | 3 травня 2023     | 10 листопада 2023     |  |
| Патрік проводить церемонію вручення нагород.                                                                          |                                     |                                  |                                                 |                   |                       |  |
| 23b | «Blorpsgiving»                      | «Благовіщення»                   | Якоб Флейшер, Чарлі Джексон, Стівен Герцег      | 4 травня 2023     | 13 листопада 2023     |  |
| Капітан Квазар зустрічає сім'ю Пат-Трона.                                                                             |                                     |                                  |                                                 |                   |                       |  |
| 24a | «Stuntin'»                          | «Каскадерство»                   | Дейв Теннант, Мігз Перец                        | 3 червня 2023     | 14 листопада 2023     |  |
| Патрік наймає собі дублера.                                                                                           |                                     |                                  |                                                 |                   |                       |  |
| 24b | «Olly Olly Organ Free»              | «Органвіль»                      | Якоб Флейшер, Ґейб Дель Валле, Майк Пеленскі    | 4 червня 2023     | 15 листопада 2023     |  |
| Органи Патріка покидають його тіло в якості протесту.                                                                 |                                     |                                  |                                                 |                   |                       |  |
| 25a | «Which Witch is Which?»             | «Яка з відьом є відьмою?»        | Дейв Теннант, Зої Мосс, Нора мік                | 5 червня 2023     | 16 листопада 2023     |  |
| Сім'ю Зірок відвідує мама Банні.                                                                                      |                                     |                                  |                                                 |                   |                       |  |
| 25b | «Get Off My Lawnies»                | «Геть з моєї галявини!»          | Якоб Флейшер, Чарлі Джексон, Стівен Герцег      | 6 червня 2023     | 16 листопада 2023     |  |
| Бабуся Щупальці отримує власний спін-офф.                                                                             |                                     |                                  |                                                 |                   |                       |  |
| 26a | «Bubble Bass Reviews»               | «Рецензії Бабл Баса»             | Дейв Теннант, Енді Гонсельвес, Мігз Перец       | 25 червня 2023    | 17 листопада 2023     |  |
| Бабл Бас оглядає і критикує "Шоу Патріка Зірки"                                                                       |                                     |                                  |                                                 |                   |                       |  |
| 26b | «Patrick's Prison Pals»             | «Патрік і його тюремні приятелі» | Якоб Флейшер, Ґейб Дель Валле, Майк Пеленскі    | 26 червня 2023    | 17 листопада 2023     |  |
| Банні приводить Патріка в в'язницю в день "приведи дитину на роботу"                                                  |                                     |                                  |                                                 |                   |                       |  |

### Другий сезон (2023—2024)
| Номер                                                                                     | Оригінальна назва                   | Українська назва                   | Автор(и) сценарію                            | Дата показу у США | Дата показу у Україні |  |
| ----------------------------------------------------------------------------------------- | ----------------------------------- | ---------------------------------- | -------------------------------------------- | ----------------- | --------------------- |  |
| 1a                                                                                        | «The Patrick Show Cashes In»        | «Шоу Патріка Зірки заробляє гроші» | Дейв Теннант, Зої Мосс, Нора Мік             | 26 липня 2023     | 13 березня 2024       |  |
| «Шоу Патріка Зірки» займається мерчиндайзингом для фінансування другого сезону шоу.       |                                     |                                    |                                              |                   |                       |  |
| 1b                                                                                        | «The Star Games»                    | «Зіркові ігри»                     | Якоб Флейшер, Чарлі Джексон, Стівен Герцег   | 27 липня 2023     | 12 березня 2024       |  |
| Патрік влаштовує серію телешоу.                                                           |                                     |                                    |                                              |                   |                       |  |
| 2a                                                                                        | «Super Stars»                       | «Супер-зірки»                      | Якоб Флейшер, Енді Гонсельвес, Мігз Перец    | 6 листопада 2023  | 11 березня 2024       |  |
| Сім'я Зірок стає супер героями.                                                           |                                     |                                    |                                              |                   |                       |  |
| 2b                                                                                        | «Now Museum, Now You Don't»         | «Ніч у музеї»                      | Дейв Теннант, Ґейб Дель Валле, Майк Пеленскі | 7 листопада 2023  | 14 березня 2024       |  |
| Сесіл влаштовується охоронцем в музеї мистецтв Леді Аптерн.                               |                                     |                                    |                                              |                   |                       |  |
| 3a                                                                                        | «10 & 1 Toilets»                    | «10 і 1 туалет»                    | Якоб Флейшер, Зої Мосс, Нора Мік             | 8 листопада 2023  | 15 березня 2024       |  |
| У Тубзика народжуються цуценята.                                                          |                                     |                                    |                                              |                   |                       |  |
| 3b                                                                                        | «Family Plotz»                      | «Сімейний відпочинок»              | Дейв Теннант, Чарлі Джексон, Стівен Герцег   | 9 листопада 2023  | 18 березня 2024       |  |
| Сім'я Зірок проводить день на цвинтарі.                                                   |                                     |                                    |                                              |                   |                       |  |
| 4a                                                                                        | «The Wrath of Shmandor»             | «Гнів Шмандора»                    | Якоб Флейшер, Енді Гонсельвес, Мігз Перец    | 13 листопада 2023 | 19 березня 2024       |  |
| Жителі міста Шмандор вирішують помститися Патріку.                                        |                                     |                                    |                                              |                   |                       |  |
| 4b                                                                                        | «There Goes the Neighborhood»       | «У гостину до сусідів»             | Дейв Теннант, Ґейб Дель Валле, Майк Пеленскі | 14 листопада 2023 | 20 березня 2024       |  |
| Патрік і Сквідіна беруть інтерв'ю у своїх сусідів.                                        |                                     |                                    |                                              |                   |                       |  |
| 5a                                                                                        | «Movie Stars»                       | «Кінозірки»                        | Дейв Теннант, Зої Мосс, Нора Мік             | 15 листопада 2023 | 21 березня 2024       |  |
| Патрік і Губка Боб починають працювати в кінотеатрі.                                      |                                     |                                    |                                              |                   |                       |  |
| 5b                                                                                        | «Dr. Smart Science»                 | «Доктор Наука і Професор Патрік»   | Якоб Флейшер, Чарлі Джексон, Стівен Герцег   | 16 листопада 2023 | 22 березня 2024       |  |
| Патрік запускає свою нову науково-пізнавальну передачу з допомогою Сенді.                 |                                     |                                    |                                              |                   |                       |  |
| 6a                                                                                        | «The Commode Episode»               | TBA                                | Каз Прапуоленіс, Енді Гонсельвес, Мігз Перец | 13 лютого 2024    | TBA                   |  |
| Патрік застрягає у вбиральні.                                                             |                                     |                                    |                                              |                   |                       |  |
| 6b                                                                                        | «Tying the Klop-Knot»               | TBA                                | Бен Кужрок, Ґейб Дель Валле, Майк Пеленскі   | 15 лютого 2024    | TBA                   |  |
| Сесіл та Банні повинні заново одружитися.                                                 |                                     |                                    |                                              |                   |                       |  |
| 7a                                                                                        | «Chum Bucket List»                  | TBA                                | Дейв Теннант, Зої Мосс, Нора Мік             | 21 лютого 2024    | TBA                   |  |
| Губка Боб допомагає Патріку виконати його список справ, які він повинен зробити за життя. |                                     |                                    |                                              |                   |                       |  |
| 7b                                                                                        | «Big Baby Pat»                      | TBA                                | Якоб Флейшер, Чарлі Джексон, Стівен Герцег   | 22 лютого 2024    | TBA                   |  |
| У Патріка починається приступ ностальгії.                                                 |                                     |                                    |                                              |                   |                       |  |
| 8a                                                                                        | «Is There a Director in the House?» | TBA                                | Дейв Теннант, Енді Гонсельвес, Мігз Перец    | 27 лютого 2024    | TBA                   |  |
| Поки Сквідіна в таборі, Патрік вирішує найняти нового режисера.                           |                                     |                                    |                                              |                   |                       |  |
| 8b                                                                                        | «Star Cruise»                       | TBA                                | Якоб Флейшер, Ґейб Дель Валле, Майк Пеленскі | 28 лютого 2024    | TBA                   |  |
| Сім'ю Зірок викрадають прибульці.                                                         |                                     |                                    |                                              |                   |                       |  |
| 9a                                                                                        | «Best Served Cold»                  | TBA                                | Дейв Теннант, Зої Мосс, Нора Мік             | 29 лютого 2024    | TBA                   |  |
| Вороги сім'ї Зірок об'єднуються, щоб помститися їм.                                       |                                     |                                    |                                              |                   |                       |  |
| 9b                                                                                        | «Tattoo Hullabaloo»                 | TBA                                | Якоб Флейшер, Чарлі Джексон, Стівен Герцег   | 20 травня 2024    | TBA                   |  |
| Банні втрачає своє татуювання.                                                            |                                     |                                    |                                              |                   |                       |  |
| 10a                                                                                       | «Too Many Patricks»                 | TBA                                | Дейв Теннант, Аарон Спрінгер                 | 20 травня 2024    | TBA                   |  |
| Патрік наймає більше Патріків для виступів на днях народження.                            |                                     |                                    |                                              |                   |                       |  |
| 10b                                                                                       | «Much Tofu About Nothing»           | TBA                                | Якоб Флейшер, Енді Гонсельвес, Мігз Перец    | 21 травня 2024    | TBA                   |  |
| Пат-тос розповідає історію про містечко Хамдон.                                           |                                     |                                    |                                              |                   |                       |  |
| 11a                                                                                       | «Face/Off Model»                    | TBA                                | Дейв Теннант, Ґейб Дель Валле, Майк Пеленскі | 22 травня 2024    | TBA                   |  |
| Патрік прокидається немодельним.                                                          |                                     |                                    |                                              |                   |                       |  |
| 11b                                                                                       | «5 Star Restaurant»                 | TBA                                | Якоб Флейшер, Зої Мосс, Нора Мік             | 23 травня 2024    | TBA                   |  |
| Сім'я Зірок працює в ресторані «Красті Крабс».                                            |                                     |                                    |                                              |                   |                       |  |
| 12a                                                                                       | «At Home, On the Lam»               | TBA                                | Дейв Теннант, Чарлі Джексон, Стівен Герцег   | 22 липня 2024     | TBA                   |  |
| Банні намагається покарати Патріка за злочини, пов'язані з шоколадом.                     |                                     |                                    |                                              |                   |                       |  |
| 12b                                                                                       | «Pick Patrick's Path»               | TBA                                | Якоб Флейшер, Енді Гонсельвес, Мігз Перец    | 23 липня 2024     | TBA                   |  |
| Глядачі голосують за те, що Патрік зробить далі, в спеціальному випуску.                  |                                     |                                    |                                              |                   |                       |  |
| 13a                                                                                       | «Time to Eat»                       | TBA                                | Дейв Теннант, Ґейб Дель Валле, Майк Пеленскі | 24 липня 2024     | TBA                   |  |
| Патрік веде кулінарне шоу, подорожуючи в часі.                                            |                                     |                                    |                                              |                   |                       |  |
| 13b                                                                                       | «Cleanin House»                     | TBA                                | Дейв Теннант, Зої Мосс, Нора Мік             | 25 липня 2024     | TBA                   |  |
| Поки Банні в Клопноді, у будинку Зірок панує хаос.                                        |                                     |                                    |                                              |                   |                       |  |